# Cheng Wen-hsing
Cheng Wen-hsing (程文欣 / 程文欣,  Chéng Wénxīn,  Ch'eng Wen-hsin; * 24. Februar 1982 im Landkreis Taipeh) ist eine Badmintonspielerin aus Taiwan.

## Karriere
2002 gewann Cheng Wen-hsing den Titel im Mixed bei den Weltmeisterschaften der Studenten, 2004 den Titel im Damendoppel. Ebenfalls 2004 siegte sie bei den US Open und nahm an Olympia teil. Bei der Asienmeisterschaft 2006 gewann sie Silber, 2009 und 2010 Bronze.

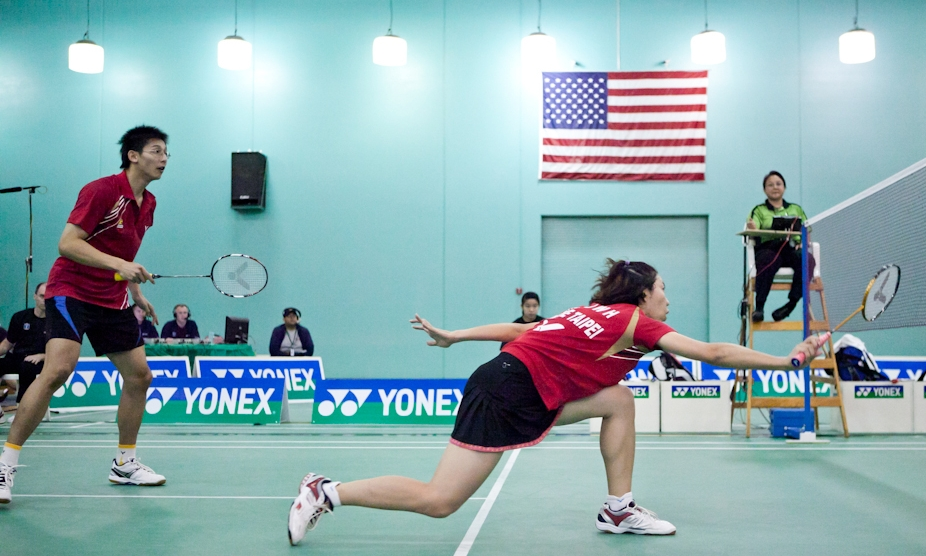
Cheng Wen-hsing mit Chen Hung-ling bei den US Open 2011.

## Erfolge
| Saison | Veranstaltung                     | Disziplin   | Platz | Name                             |
| ------ | --------------------------------- | ----------- | ----- | -------------------------------- |
| 2001   | China Open                        | Damendoppel | 5     | Chien Yu-chin / Cheng Wen-hsing  |
| 2002   | Weltmeisterschaften der Studenten | Mixed       | 1     | Chien Yu-hsun / Cheng Wen-hsing  |
| 2002   | Japan Open                        | Mixed       | 5     | Tsai Chia-hsin / Cheng Wen-hsing |
| 2002   | Weltmeisterschaften der Studenten | Damendoppel | 1     | Cheng Wen-hsing / Chien Yu-chin  |
| 2004   | Weltmeisterschaften der Studenten | Mixed       | 2     | Tsai Chia-hsin / Cheng Wen-hsing |
| 2004   | Chinese Taipei Open               | Damendoppel | 1     | Chien Yu-chin / Cheng Wen-hsing  |
| 2004   | US Open                           | Mixed       | 1     | Lin Wei-hsiang / Cheng Wen-hsing |
| 2004   | US Open                           | Damendoppel | 1     | Cheng Wen-hsing / Chien Yu-chin  |
| 2005   | Chinese Taipei Open               | Damendoppel | 1     | Chien Yu-chin / Cheng Wen-hsing  |
| 2005   | Chinese Taipei Open               | Mixed       | 1     | Tony Gunawan / Cheng Wen-hsing   |
| 2006   | Hong Kong Open                    | Damendoppel | 3     | Chien Yu-chin / Cheng Wen-hsing  |
| 2006   | China Open                        | Damendoppel | 3     | Chien Yu-chin / Cheng Wen-hsing  |
| 2006   | Asienmeisterschaft                | Damendoppel | 2     | Chien Yu-chin / Cheng Wen-hsing  |
| 2007   | Philippines Open                  | Damendoppel | 1     | Chien Yu-chin / Cheng Wen-hsing  |
| 2007   | Chinese Taipei Open               | Damendoppel | 1     | Cheng Wen-hsing / Chien Yu-chin  |
| 2007   | Swiss Open                        | Damendoppel | 3     | Chien Yu-chin / Cheng Wen-hsing  |
| 2008   | Chinese Taipei Open               | Damendoppel | 1     | Chien Yu-chin / Cheng Wen-hsing  |
| 2008   | Olympia                           | Damendoppel | 5     | Chien Yu-chin / Cheng Wen-hsing  |
| 2009   | Vietnam Open                      | Mixed       | 1     | Flandy Limpele / Cheng Wen-hsing |
| 2009   | Korea Open                        | Damendoppel | 1     | Cheng Wen-hsing / Chien Yu-chin  |
| 2009   | Asienmeisterschaft                | Damendoppel | 3     | Cheng Wen-hsing / Chien Yu-chin  |
| 2010   | Asienmeisterschaft                | Damendoppel | 3     | Cheng Wen-hsing / Chien Yu-chin  |
| 2012   | Australian Open                   | Damendoppel | 2     | Cheng Wen-hsing / Chien Yu-chin  |
| 2012   | Australian Open                   | Mixed       | 1     | Chen Hung-ling / Cheng Wen-hsing |